# Emmanuel Philibert Amadeus von Savoyen-Carignan

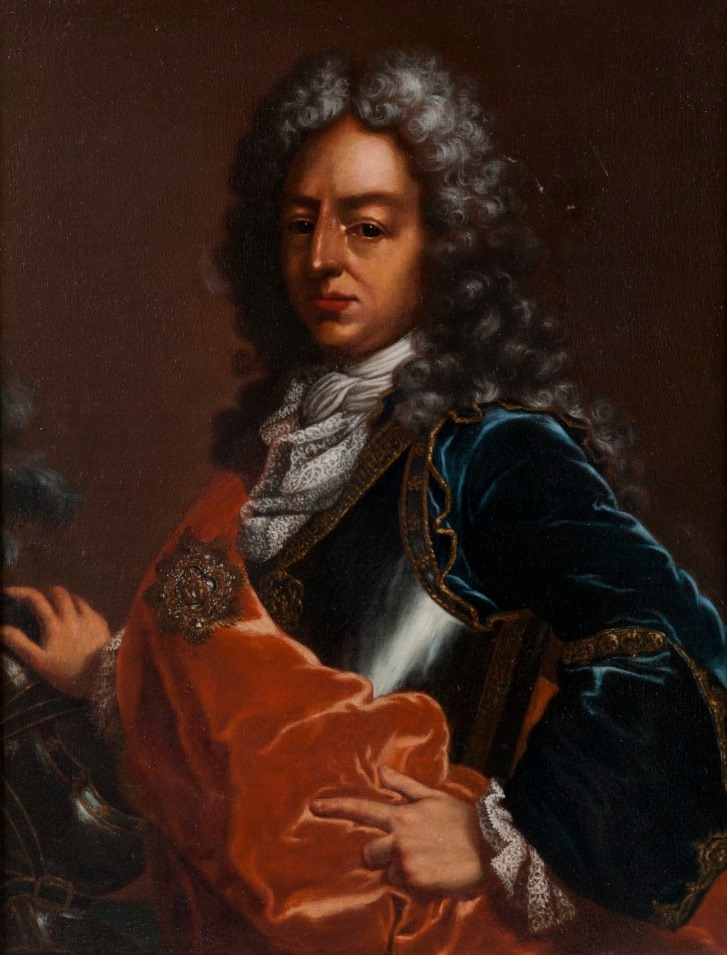
Emmanuel Philibert von Savoyen-Carignan (1623–1709)

Emmanuel Philibert von Savoyen-Carignan,  italienisch Emanuele Filiberto Amadeo Savoia-Carignano (* 20. August 1628 in Moûtiers in Savoyen; † 21. April 1709 in Turin) war zweiter Fürst von Carignan aus dem Haus Savoyen und der Erbauer des Palazzo Carignano in Turin.

## Leben

### Werdegang und Wirken
Emmanuel Philibert wurde als Sohn des Thomas Franz von Savoyen-Carignan (1597–1656) und dessen Gemahlin Marie de Bourbon-Condé (1606–1692, Tochter des Grafen Charles de Bourbon) geboren und wuchs zusammen mit seinen Geschwistern
- Louise-Christine (1627–1689, ⚭ 1654 Ferdinand Maximilian von Baden-Baden (1625–1669))
- Joseph-Emmanuel (1631–1656, Graf von Soissons)
- Eugen-Moritz (1633–1673,  Graf von Soissons und Dreux, ⚭ Olympia Mancini (1639–1708)) = die Eltern des Feldherrn Eugen von Savoyen (Prinz Eugen)

auf.
Zwei Schwestern und ein Bruder starben im Kindesalter.
Er wurde taub geboren und lernte schließlich, durch Lippenlesen mit Anderen zu kommunizieren und einige Worte zu sprechen. Seine Eltern schickten ihn als Jugendlichen zu Manuel Ramírez de Carrión, der als Lehrer der Gehörlosen in Spanien berühmt war. Durch ihn zum Lesen und Schreiben angeleitet, studierte er mit großer Begabung verschiedene Wissenschaften.
Er begleitete seinen Vater bei seinem letzten Feldzug in der Lombardei und zeichnete sich durch große Tapferkeit aus, so dass er zum Oberst der Kavallerie im Dienst seines entfernten Cousins König Ludwig XIV. ernannt wurde.
Sein Cousin ersten Grades, Herzog Karl Emanuel II., ernannte ihn im Jahre 1658 zum Generalleutnant und fünf Jahre darauf zum Gouverneur von Asti. Emmanuel Philibert war ein großer Kenner der Architektur. So ließ er in den Jahren von 1679 bis 1684 den Palazzo Carignano in Turin bauen. Er ließ auch das Königsschloss des Hauses Savoyen in Racconigi errichten.

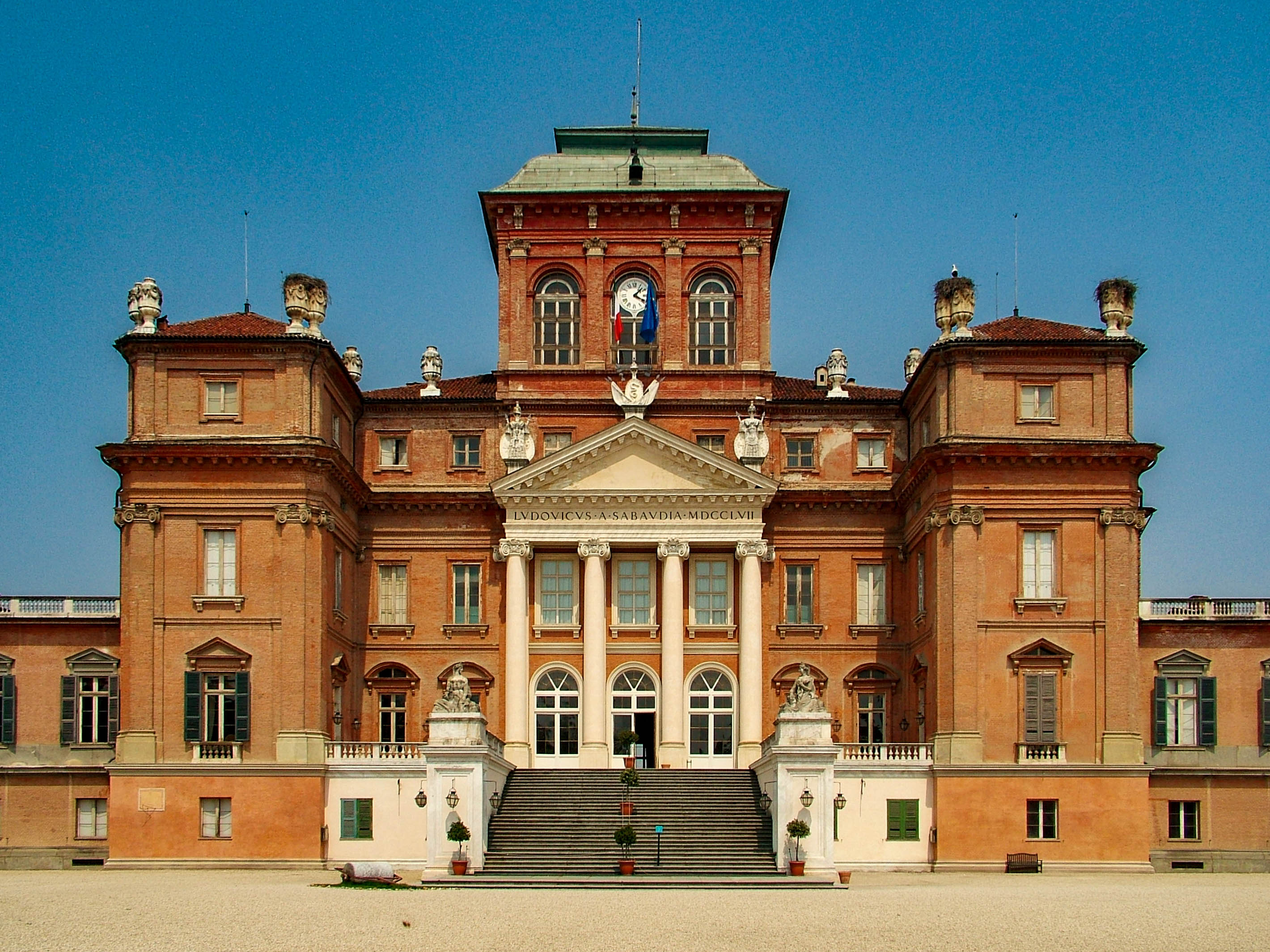
Schloss Racconigi, erbaut von Emmanuel Philibert von Savoyen-Carignan (1623–1709)

Bei der Heirat seiner Cousine Maria Louise von Savoyen mit König Philipp V. von Spanien handelte er als Vertreter Philipps V.
Ebenso fungierte er als Pate für die Prinzessin Maria Adelaide, der Mutter von König Ludwig XV.

### Ehe und Familie
Am 10. November 1684 heiratete Emmanuel Philibert im Schloss Racconigi Maria Angela Caterina  d’Este, Tochter des Generals Borso d’Este. Aus der Ehe gingen die Töchter
Maria Isabella (1687–1767, ⚭ Graf Alfonso Tapparello) und Maria Vittoria (1688–1763, ⚭ Graf  Onorato Malabayla) hervor, die keine Nachkommen hatten.
Nur der Sohn Viktor Amadeus I. (1690–1741) hatte eine Nachkommenschaft. Sein Bruder Thomas Philippe Gaetano starb 9-jährig.
Emmanuel Philibert starb 1709 in Turin. 1836 wurden seine sterblichen Überreste in die Benediktinerabtei San Michele della Chiusa gebracht.